# Kannapolis Intimidators
Kannapolis Intimidators é um time de beisebol americano que disputa a Minor League Baseball, sediada em Kannapolis, Carolina do Norte. Eles disputam a divisão Double A (AA).